# Joaquim Antônio Ferreira
Joaquim Antônio Ferreira, primeiro barão com grandeza e visconde com grandeza de Guaratiba (Valença do Minho, 4 de fevereiro de 1777 – Rio de Janeiro, 11 de março de 1859) foi um militar e comerciante luso-brasileiro.

Armas do visconde de Guaratiba.

Filho de Manuel Gonçalves Ferreira e Joana Francisca Ferreira. Irmão de José Gonçalves Ferreira, que foi casado com Lina de Jesus da Silveira.
Veio para o Brasil em 1796, nomeado capitão de ordenanças do Regimento de Minas Novas e depois capitão do 2.º Regimento de Milícias da Corte. Passados cinco anos, alegando problemas de saúde, pede reforma do seu posto.
Negociante matriculado na Real Junta do Comercio, possuía uma grande fortuna. Foi nomeado para a comissão liquidatária apreensões feitas pelos ingleses de propriedade brasileira, na costa de África. Foi um grande traficante de escravos, no período de 1800 a 1830 teria feito 82 expedições à África, sendo responsável por mais de trinta por cento de todas as expedições do trafico negreiro no período. Com a proibição do tráfico, em 1830, buscou limpar sua reputação, principalmente através da filantropia.
Foi provedor da Santa Casa de Misericórdia do Rio de Janeiro de 1828 a 1829. Durante seu mandato ocorreu uma nova epidemia de varíola no Rio de Janeiro, para enfrentá-la mandou separar os enfermos infectados. Lançou, em 1829, os alicerces da Academia Imperial de Medicina, atualmente Academia Nacional de Medicina.
Em 1829 foi agraciado comendador da Imperial Ordem de Cristo, em decreto assinado pelo seu amigo, ministro secretário de Estado nos Negócios do Império, José Clemente Pereira.  Agraciado barão, em 5 de maio de 1844 e visconde, em 2 de dezembro de 1854, também comendador da Imperial Ordem da Rosa, além de cavaleiro da Imperial Ordem da Rosa.
Faleceu solteiro, sendo enterrado em um grande mausoléu no cemitério do Catumbi, sua estátua que adornava o mausoléu hoje faz parte da reserva técnica do Museu Histórico Nacional.